# Arthur Goldstein
Arthur Goldstein (Lipiny, 18 de març de 1887-1941). Periodista alemany i polític d'ideologia comunista, un dels teòrics del KAPD.

## Biografia
S'adherí a l'SPD el 1914. El 1917 entrà a formar part del 'Partit Socialdemòcrata Independent d'Alemanya (USPD) i, més tard, a la Lliga Espartaquista, sent un dels fundadors del Partit Comunista d'Alemanya (KPD). Adversari de la participació en les eleccions parlamentàries va ser cofundador del Partit Comunista Obrer d'Alemanya (KAPD). Va atacar durament el "bolxevisme nacional" de Heinrich Laufenberg i Fritz Wolffheim. Fou delegat del KAPD davant el comitè executiu de la IC de novembre 1920 a març 1921. Va ser ell qui, estant en contacte amb l'Oposició Obrera russa, va fer passar a occident el manuscrit de Kollontai L'oposició obrera, que va ser traduïda immediatament a l'alemany i neerlandès. Va ser un dels signants del projecte de programa del KAPD que havia estat escrit per Hermann Gorter.
Parlant en el congrés extraordinari de KAPD (11-14 de setembre de 1921 a Berlín) sobre la significació obrera de Kronstadt, va declarar: "L'antagonisme entre el proletariat i el govern soviètic es va aguditzar durant l'esclat d'avalots per la manca d'aliments a Moscou i Petrograd: el govern soviètic va prendre mesures dures, que no foren molt diferents de les adoptades en un Estat capitalista. Vull afegir que l'aixecament de Kronstadt s'ha d'interpretar com un símptoma de l'antagonisme entre el proletariat i el govern soviètic. La història de l'aixecament de Kronstadt, no és només el capital estranger que va jugar com un factor contra el govern soviètic, sinó el fet que una gran part del proletariat de Rússia es va col·locar de cor al costat dels insurgents de Kronstadt. (L'esquerra a Holanda, p. 132).
Partidari de Karl Schroeder en l'escissió del KAPD, es va convertir en cap de la KAI. El 1922, teoritzà amb Dethmann i Schroeder sobre la inutilitat i la nocivitat de les lluites laborals: "El reformisme és la lluita a l'interior del capitalisme per millors salaris i condicions de treball, en altres paraules, la lluita per una porció de propietat privada més gran. […] Els sindicats representen els interessos individuals dels treballadors dins del capitalisme. L'AAU és l'organització del proletariat amb un sol fi: la desaparició directa del capitalisme com a sistema, i no ha de tenir en compte ni representar els interessos personals de cada treballador dins el capitalisme. (L'esquerra a Holanda, p. 145)
La fundació d'una KAI artificial i el rebuig de les lluites econòmiques, en un moment de reflux de la lluita de classes, serien posicions desastroses pel KAPD.
A Berlín, juntament amb Schröder, a partir de 1928 va canviar la Sozialwissenschaftliche Vereinigung (Associació de Ciències Socials), fundada per Paul Levi el 1924, en una organització de quadres comunistes del consell, que havia de constituir el nucli de la Rote Kämpfer (Combatents Rojos), formada a 1931, en què Goldstein va actuar com a expert en qüestions econòmiques. En el mateix període va escriure a diaris socialdemòcrates com Vorwärts, i va mantenir contacte amb altres organitzacions d'esquerra, com l'Oposició d'Esquerra trotskista. El 1936, van ser detinguts 150 membres de l'organització d'un total de 200.
Després de 1933, Goldstein va emigrar a França, on fou assassinat per la Gestapo.